# Dieter Senk
Dieter Georg Senk (* 6. Januar 1957 in Wolfenbüttel) ist ein deutscher Eisenhütteningenieur und Hochschullehrer.

## Leben
Dieter Senk studierte von 1976 bis 1981 Eisenhüttenkunde an der Technischen Universität Clausthal. Nach seinem Abschluss wurde er Mitarbeiter der Thyssen Niederrhein AG in Oberhausen. 1985 wurde er mit seiner Dissertation Erstarrungsstruktur und Makroseigerung in stranggegossenen Drahtgüten und ihre Beeinflussung durch eine harte Sekundärkühlung an der TU Clausthal promoviert. Er wechselte zur Thyssen Stahl AG in Duisburg und Dortmund. Zuletzt leitete er den Bereich Verfahrenstechnik und Pilotfertigung und hatte die Verantwortung für das Projekt Entwicklung von endabmessungsnahen Gießverfahren.
Ab 2001 war Senk bis zu seiner Emeritierung Universitätsprofessor auf dem Lehrstuhl für Metallurgie von Eisen und Stahl am Institut für Eisenhüttenkunde der RWTH Aachen. Schwerpunkte seiner Forschungs- und Lehrtätigkeit sind die Rohstoffe und die Verfahren für die Eisen- und Stahlherstellung und die Erstarrungsvorgänge beim Block- und Strangguss. Er ist Ehrendoktor der Technischen Universität Ostrava (2011) und Ehrenprofessor der Universität für Wissenschaft und Technik Peking und der Anhui University of Technology (AHUT) in Ma’anshan. Auch beteiligte er sich an der Kinderuni der RWTH Aachen.
Senk ist verheiratet und hat drei Kinder.